# Кулик Леонід Олексійович
Леоні́д Олексі́йович Кули́к (19 серпня 1883, Дерпт — 14 квітня 1942, Спас-Деменськ) — українець, російський і радянський мінералог, фахівець з вивчення метеоритів. Піонер практичного дослідження Тунгуського метеориту.

## Біографія
Народився в Дерпті (нині Тарту, Естонія). Батьки Л. Кулика — вихідці з України. Батько — Олексій Семенович Кулик, лікар в Єлисаветграді та Бобринці з родини козаків з-під Батурина. Мати Софія Кирилівна Серединська народилася в Херсоні, дочка військового старшини, землевласника Єлисаветградського повіту Кирила Тимофійовича Серединського. Серед Серединських переважали лікарі та священнослужителі. Брати Леоніда Олексійовича: Нестор (09.12.1886–1942) геолог, дослідник Арктики. Помер від голоду в блокадному Ленінграді; Володимир — ветеринар іподрому в Свердловську; Олексій — працівник станції захисту рослин в Омську.
У 1903—1904 роках навчався у Петербурзькому лісовому інституті, далі в Казанському університеті (1905), Петроградському військовому училищі (1914 рік). У 1924 році закінчив Ленінградський університет за спеціальністю «мінералогія».
З Лісового інституту був відрахований за участь у студентських протестах. 1911 року, працюючи помічником лісничого на Уралі, познайомився з Володимиром Вернадським, який підтримав прагнення Кулика вивчати метеорити. З 1912 року працював у мінералогічному музеї Петербурзької АН.
З початком Першої світової війни Кулик був відряджений до Петербурзького військового училища й випущений з нього корнетом. На фронті йому присвоєно військовий чин поручика. За участь у боях нагороджений орденами св. Станіслава та св. Анни.
За дорученням Комітету військово-технічної допомоги військового відомства займався геологорозвідкою й 1917 року був відряджений у Центральну науково-технічну лабораторію військового відомства. Під час громадянської війни потрапив до Сибіру. 1919 року працював асистентом на кафедрі мінералогії Томського університету, пізніше викладачем. Після демобілізації повернувся у Петроград й з 1920 року продовжував займатися метеоритикою під керівництвом Володимира Вернадського.
У 1921 році з ініціативи Кулика при мінералогічному музеї був створений Метеоритний відділ, який став важливим центром метеоритики в СРСР. 1935 року Кулику присуджено вчений ступінь кандидата геолого-мінералогічних наук. Після організації в 1939 році Комітету з метеоритів АН СРСР Кулик став його першим ученим секретарем. На початку німецько-радянської війни вступив добровольцем до народного ополчення, був поранений, потрапив у полон і помер від епідемічного висипного тифу в місті Спас-Деменську Смоленської області.

## Науковий доробок
Був одним з організаторів метеоритних досліджень у СРСР. Здійснив численні поїздки в різні місця країни для вивчення обставин падіння і пошуків метеоритів, у 1921—1922 роках керував метеоритною експедицією АН СРСР. Кулик склав перший метеоритний каталог АН СРСР.
Виявляв особливий інтерес до вивчення місця і обставин падіння Тунгуського метеорита (30 червня 1908 року). У 1927—1939 роках організував і очолив 6 експедицій на місце падіння Тунгуського метеорита. Виявив радіальний характер суцільного вивалу лісу в місці падіння, наполегливо шукав залишки метеорита, організував за сприяння Отто Шмідта та Івана Папаніна аерофотозйомку місцевості для детальнішого вивчення характеру вибуху, яким супроводжувалося падіння метеорита.
Ім'ям науковця названо кратер на Місяці та мала планета Сонячної системи (астероїд).